# Francisco Gibert
Francisco de Sales Gibert Riera (Barcellona, 12 luglio 1900 – Barcellona, 4 settembre 1979) è stato un pallanuotista spagnolo.
Ha fatto parte della Spagna che ha partecipato al torneo di pallanuoto ai Giochi di Anversa 1920 e di Parigi 1924, assieme al fratello Luis.